# Afrika Bambaataa
Лэнс Тейлор (англ. Lance Taylor, род. 17 апреля 1957 года, Бронкс, Нью-Йорк), более известный под сценическим псевдонимом Afrika Bambaataa (с англ. — «Африка Бамбаатаа») — американский диджей, певец, автор песен и музыкальный продюсер.
Он известен выпуском серии треков в стиле электро в 1980-х годах, которые повлияли на развитие хип-хоп культуры. Африка Бамбаатаа является одним из основателей брейкбит диджеинга и с уважением известен как «Крёстный отец» и «Амон-Ра хип-хоп культуры», а также отец электро-фанка. Своим кооптированием уличной банды Black Spades в музыкальную и культурно-ориентированную организацию Universal Zulu Nation он помог распространить хип-хоп культуру по всему миру.
6 мая 2016 года Бамбаатаа покинул свой пост главы The Zulu Nation из-за многочисленных заявлений о сексуальном насилии над детьми, начиная с 1970-х годов.

## Ранняя жизнь
Лэнс Тейлор родился в семье Ямайских и Барбадосских иммигрантов, Бамбаатаа вырос в проекте Bronx River Houses с активистом матерью и дядей. Будучи ребёнком, он был вовлечён в движение за освобождение чернокожего населения и был свидетелем дебатов между его матерью и дядей о конфликтующих идеологиях в движении. Он был представлен обширной и эклектичной коллекции пластинок его матери. Уличные банды в этом районе стали законом, очищая свою территорию от наркодилеров, помогая с общественными программами здравоохранения и борясь и устраивая вечеринки, чтобы сохранить участников и территорию. Бамбаатаа был членом банды Black Spades (с англ. — «Чёрные Пики»). Он быстро поднялся до должности полководца одного из дивизий. Как полководец, его работа заключалась в том, чтобы строить ряды и расширять территорию молодых участников банды. Он не боялся пересекать территории, чтобы наладить отношения с другими членами банды и с другими бандами. В результате Пики стали самой большой бандой в городе с точки зрения членства и территории.
После того, как Бамбаатаа выиграл конкурс сочинений, который принёс ему поездку в Африку, его мировоззрение изменилось. Он посмотрел фильм Зулусы и был впечатлён солидарностью, показанной зулусами в том фильме. Общины, которые он посетил в Африке, вдохновили его создать такую же в своём собственном районе — Южный Бронкс. Он поменял своё имя на Afrika Bambaataa Aasim, взяв себе имя вождя зулусов Bhambatha, который возглавлял вооружённое восстание против несправедливых экономических методов в начале 20-го века в ЮАР. Бамбаатаа собрал команду би-боев, виртуозов граффити и диджеев, которая сначала называлась «Организация реки Бронкса» (англ. The Bronx River Organization), а затем была переименована в «Зулусскую нацию» (англ. Zulu Nation). Их целью было продвижение хип-хоп культуры во всём мире и борьба против расизма.

## Карьера
Вдохновлённый DJ Kool Herc и Kool DJ Dee, Бамбаатаа стал ведущим на хип-хоп вечеринках, начиная с 1977 года. Он пообещал, что будет использовать хип-хоп с целью вытащить детей из банд и сформировал Universal Zulu Nation (с англ. — «Всемирная Зулусская Нация»). Считается, что именно Роберт Кит Уиггинс, также известный как Cowboy из группы Grandmaster Flash and the Furious Five, придумал термин «хип-хоп» в 1978 году; термин стал общей фразой, используемой MC как часть стиля быстрого рифмования. В документальном фильме Just To Get A Rep (2004), писатель Стивен Хагер утверждает, что в первый раз термин «хип-хоп» был использован именно им в его статье в газете Village Voice, где он цитировал Бамбаатаа, который в интервью называет культуру «хип-хопом». Статья была написана весной 1982 года, однако вышла она спустя полгода, 21 сентября 1982 года, под названием «Afrika Bambaataa’s Hip Hop» и становится первым упоминанием хип-хопа в прессе. Также Стивен Хагер написал сценарий культового ныне фильма о хип-хопе Beat Street (1984).
В 1982 году Бамбаатаа и его последователи, группа танцоров, артистов, и диджеев, вышли за пределы Соединённых Штатов, организовав первый хип-хоп тур. Он видел, что хип-хоп туры будут ключом, чтобы помочь расширить хип-хоп и его организацию Universal Zulu Nation. Кроме того, это поможет продвигать ценности хип-хопа, которые, по его мнению, основаны на мире, единстве, любви, и весёлом времяпрепровождении. Он принёс мир в банды; многие артисты и члены банд говорят, что «хип-хоп спас много жизней». Его влияние вдохновило многих зарубежных артистов, таких как французский рэпер MC Solaar.. Он был популярным диджеем рэп сцены в Южном Бронксе и стал известен не только как Afrika Bambaataa, но и как «Master Of Records». Он основал две рэп команды: The Jazzy 5, в которую входили MC: Master Ice, Mr. Freeze, Master Bee, Master D.E.E, и AJ Les, а вторая команда известна как Soulsonic Force, в которую входили Mr. Biggs, Pow Wow и Emcee G.L.O.B.E.
В 1982 году Тейлор, вдохновлённый футуристической электронной музыкой группы Kraftwerk, дебютировал на сцене Нью-Йоркского клуба The Roxy с виниловым синглом «AEIOU Sometimes Y» новаторской группы EBN-OZN. Это был первый коммерчески выпущенный американский сингл, когда-либо сделанный на компьютере, Fairlight CMI, открывший эру семплирования музыки на компьютерах. В том же году Бамбаатаа и Soulsonic Force отказались от живой группы, чтобы заняться высокими технологиями. Бамбаатаа назвал вдохновляющей новаторскую японскую электропоп группу Yellow Magic Orchestra, чьи работы он семплировал. Он также позаимствовал звук клавишных у немецких пионеров электронной музыки, Kraftwerk, и получил электронный «бит-бокс», сделанный на драм-машине Roland TR-808, от продюсера Артура Бейкера и клавишника Джона Роби. В результате появилась песня «Planet Rock», которая получила золотой статус и породила целую школу «электро-буги» рэпа и танцевальной музыки. Бамбаатаа создал свой собственный лейбл, чтобы выпустить сборник Time Zone. Он создал «тёрнтейблизм» как собственный поджанр и ратифицировал «электронику» как сертифицированную индустрией тенденцию в конце 1990-х годов.

## Дискография

### Альбомы
| Год  | Альбом                                                   | Лейбл               |
| ---- | -------------------------------------------------------- | ------------------- |
| 1983 | Death Mix                                                | Paul Winley Records |
| 1985 | Sun City                                                 | EMI                 |
| 1986 | Planet Rock: The Album                                   | Tommy Boy Records   |
| 1986 | Beware (The Funk Is Everywhere)                          | Tommy Boy Records   |
| 1987 | Death Mix Throwdown                                      | Blatant             |
| 1988 | The Light                                                | EMI America Records |
| 1991 | The Decade of Darkness 1990—2000                         | EMI Records USA     |
| 1992 | Don’t Stop… Planet Rock (The Remix EP)                   | Tommy Boy Records   |
| 1996 | Jazzin (Khayan album)                                    | ZYX Music           |
| 1996 | Lost Generation                                          | Hottie              |
| 1996 | Warlocks and Witches, Computer Chips, Microchips and You | Profile Records     |
| 1997 | Zulu Groove (Compilation)                                | Hudson Vandam       |
| 1999 | Electro Funk Breakdown                                   | DMC                 |
| 1999 | Return to Planet Rock                                    | Berger Music        |
| 2000 | Hydraulic Funk                                           | Strictly Hype       |
| 2000 | Theme of the United Nations w/ DJ Yutaka                 | Avex Trax           |
| 2001 | Electro Funk Breakdown (Compilation)                     | DMX                 |
| 2001 | Looking for the Perfect Beat: 1980—1985 (Compilation)    | Tommy Boy Records   |
| 2004 | Dark Matter Moving at the Speed of Light                 | Tommy Boy Records   |
| 2005 | Metal                                                    | Tommy Boy Records   |
| 2005 | Metal Remixes                                            | Tommy Boy Records   |
| 2006 | Death Mix «2»                                            | Paul Winley Records |

### Синглы
| Год  | Название                                         | Лейбл                 |
| ---- | ------------------------------------------------ | --------------------- |
| 1980 | «Zulu Nation Throwdown»                          | Winley Records        |
| 1981 | «Jazzy Sensation»                                | Tommy Boy Records     |
| 1982 | «Planet Rock»                                    | Tommy Boy Records     |
| 1982 | «Looking for the Perfect Beat»                   | Tommy Boy Records     |
| 1983 | «Renegades of Funk»                              | Tommy Boy Records     |
| 1983 | «Wildstyle»                                      | Celluloid Records     |
| 1984 | «Unity» (совместно с Джеймс Браун)               | Tommy Boy Records     |
| 1984 | «World Destruction» (совместно с Джон Лайдоном)  | Atlantic Records      |
| 1986 | «Bambaataa’s Theme»                              | Tommy Boy Records     |
| 1988 | «Reckless» (with UB40)                           | EMI                   |
| 1990 | «Just Get Up And Dance»                          | EMI                   |
| 1993 | «Zulu War Chant»                                 | Profile Records       |
| 1993 | «What’s the Name of this Nation?…Zulu»           | Profile Records       |
| 1993 | «Feeling Irie»                                   | DFC                   |
| 1994 | «Pupunanny»                                      | DFC                   |
| 1994 | «Feel the Vibe» (with Khayan)                    |                       |
| 1998 | «Agharta — The City of Shamballa» (with WestBam) | Low Spirit Recordings |
| 1998 | «Got To Get Up» (vs. Carpe Diem)                 |                       |
| 1999 | «Afrika Shox» (with Leftfield)                   |                       |
| 2001 | «Planet Rock» (with Paul Oakenfold)              |                       |